# Balthasar Moser von Filseck und Weilerberg

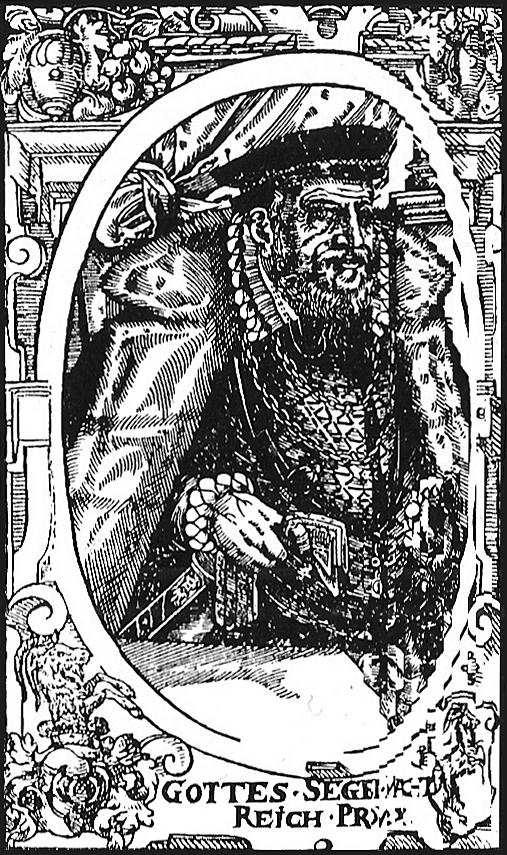
Porträt Balthasar Mosers von Filseck und Weilerberg (Holzschnitt nach einem Gemälde von Anton Ramsler)

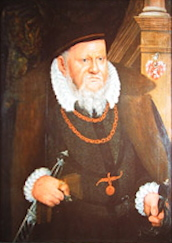
Balthasar Moser von Filseck

Balthasar Moser von Filseck und Weilerberg (geboren als Balthasar Moser IV., * 30. April oder 6. Mai 1525 in Herrenberg oder Stuttgart; † 4. Mai 1595 in Stuttgart) war ein württembergischer Geschäftsmann, der geadelt wurde und Bürgermeister von Göppingen sowie herzoglicher Rentkammerrat war.

## Leben

### Abstammung und Göppingen
Balthasar Moser war das dritte Kind des Herrenberger Vogtes Balthasar Moser III. (1487–1552) und seiner Frau Apollonia geborene Winzelheuser. Die Kindheit verbrachte er an verschiedenen Orten, u. a. in Kirchheim unter Teck, weil sein Vater seit 1525 wechselnde Stellen hatte. Über seine Jugend ist nichts Zuverlässiges bekannt, doch scheint er studiert zu haben, da er in späteren Quellen als Doktor bezeichnet wird. Bereits 1545 heiratete er Barbara König, eine Tochter des Zahlmeisters von Göppingen. 1547 wurde er Untervogt in Schorndorf. 1551 zog er nach Göppingen und übernahm das Amt des Pflegers des Klosters Adelberg.
Parallel zu seiner amtlichen Karriere fängt 1557 seine überlieferte Karriere als Geschäftsmann an. Am 13. Dezember dieses Jahres kaufte er zusammen mit Herzog Christoph, Martin Eisengrein und Michael Daur von Jörg Besserer die „Eisenhandel- und Gewerksgerechtigkeiten und Lehenschaft“ im Amt Kochenburg, Heidenheim und Mergelstetten für 10000 fl. Kurz danach, am 20. Januar 1558, bekamen die drei Kompagnons von Kardinal Otto von Waldburg, Propst zu Ellwangen, das Recht, am Bolrain im Amt Kochenburg ein Berg- und Hüttenwerk mit Schmelzofen gegen eine jährliche Abgabe von 10 fl zu errichten. Dort wurde das St. Anna-Eisenbergwerk errichtet. Balthasar Moser besaß außerdem Bergwerke in Michelstadt im Odenwald. Am 13. Juli 1564 kauften die Kompagnons von Peter von Bragenhofen, genannt Fetzer, sein Schmelz-, Schmied- und Hüttenwerk in Oberkochen.
In den Jahren 1558–1571 war er Bürgermeister von Göppingen. Am 10. Januar 1568 kaufte er von den drei Brüdern Reuß von Reußenstein die Schlösser Filseck und Weilerberg für 14210 fl. Zu diesen Gütern gehörten insgesamt 173 Leibeigene: 29 und 33 verheiratete Männer und Frauen, sowie 57 und 54 unverheiratete bzw. in elterlicher Gewalt stehende Personen. Am 7. März des gleichen Jahres kaufte er von Agathe Reuß und ihren Söhnen den Weiler Bünzwangen samt Burgstall für 8000 fl.

### Stuttgart
Nach dem Tod seiner ersten Frau zog Moser 1572 nach Stuttgart um, wo er Christiana Keller heiratete. Einige Jahre war er damals ohne offizielles Amt, betätigte sich aber verstärkt als Immobilienhändler.
Am 4. März 1573 wurde er (zusammen mit seinem Bruder Valentin) von Kaiser Maximilian II. geadelt und erhielt das Recht, sich „von Filseck und Weilerberg“ zu nennen. Im gleichen Jahr, am 21. Dezember, verkaufte er Filseck für 17000 fl an Dietrich von Gemmingen. Er kaufte Häuser in Stuttgart an und verkaufte sie nach recht kurzer Zeit gewinnbringend. Er besaß auf einmal bis zu acht große Häuser. Er machte außerdem Geldgeschäfte.
Am 20. September 1578 erwarb Balthasar Moser, der bis dahin Bürger von Göppingen war, das Bürgerrecht der benachbarten Reichsstadt Eßlingen, wo er ein Haus besaß. Zwar sollte er nach der Verleihungsurkunde den Wohnsitz in Eßlingen nehmen – was er nie getan hatte – doch diese Verpflichtung konnte er mit einer Extrasteuer von 15 fl jährlich abgelten. Kurz danach wurde er vom Herzog zum Rentkammerrat ernannt und hatte dieses Amt bis zu seinem Tod inne.
Anfang 1580 kaufte er in Stuttgart die Wirtschaft „Zum Stern“ und das Werlinsche Haus, beide am Markt. Unmittelbar danach beschwerte sich der Stadtrat beim Herzog Ludwig. Da Moser das Bürgerrecht von Stuttgart nicht besaß, bezahlte er keine Steuern. Der Stadtrat, dem die Steuern entgingen, warf ihm deswegen Spekulantentum vor. Am 12. März 1580 legten der Bürgermeister, das Gericht und der Rat von Stuttgart eine Verwahrung beim Herzog ein gegen die Rechtmäßigkeit des Kaufes des Werlinschen Hauses durch Moser und bestritten ihm die Befugnis, auf diesem Grundstück zu bauen. In Zusammenhang mit dem Grundstück des Werlinschen Hauses schlossen die Parteien am 18. März 1580 einen Vergleich. Da der Herzog mit Moser geschäftlich verbunden war, wurde der Vorwurf des Spekulantentums nicht verfolgt.
1585 kaufte Balthasar Moser die Mühle in Obertürkheim. 1589 wurde er endlich Bürger von Stuttgart. Seit 1590 war er zwar bettlägerig, doch prozessierte er 1591 gegen den Markgrafen Eduard Fortunat von Baden, der ihm ausgeliehene 6000 fl samt Zinsen schuldete. 1592 kaufte Moser den „Freihof“ in Faurndau. Er starb nach einer fünfjährigen Krankheit. Bei seiner Beerdigung hielt der Stuttgarter Propst Johannes Magirus die Leichenrede.
Balthasar Moser sammelte innerhalb seines Lebens ein beachtliches Vermögen an, das später seinen Erben zugutekam. 1598 wurden die drei Teile an Gewerksgerechtigkeiten und Eisenhandel, die Eisengrein, Daur und Moser gehörten, von ihren Erben an Herzog Friedrich für 47414 fl verkauft.

## Kinder
Aus der ersten Ehe mit Barbara geb. König († 5. Dezember 1571) hatte er folgende Kinder:
1. Daniel I. (1546–1606), zeitweise Bürgermeister von Göppingen
2. Maria (1547–1571) ⚭ Emanuel Johann Haug
3. Johannes (1548–1590), herzoglicher Hofrat
4. Margaretha (1549–1604) ⚭ 1. Matthias Feuchter 2. Adam Steinmetz
5. Katharina (1551–1563)
6. Barbara (1553; lebte nur 2 Monate)
7. Anna (1554–1626) ⚭ 1. Rochus Zweifel 2. Albrecht Schopf
8. Balthasar V. (1556–1610), langjähriger Bürgermeister (dort genannt Stättmeister) von Hall
9. Wilhelm (1558–1607), Pfleger des Klosters Adelberg
10. Barbara (1560–1627) ⚭ Kaspar Daur
11. Apollonia (1562–1627) ⚭ Johann Wilhelm Egen
12. Eva (1563–1605) ⚭ Heinrich Welling
13. Adam (Zwillingsbruder von Eva, † unmittelbar nach der Geburt)
14. Ursula (1566–1612) ⚭ Johann Sebastian Thumas
15. Bernhard (1569–1619), Forstmeister in Kirchheim unter Teck

Aus der zweiten Ehe mit Christiana geb. Keller († 1600) gingen keine Kinder hervor.